# Charles Thomas Wooldridge
Charles Thomas Wooldridge (East Garston, 1866 – Reading, 7 luglio 1896) è stato un criminale inglese.
Colpevole di uxoricidio e per questo condannato a morte, la sua vicenda funse da ispirazione ad Oscar Wilde per la composizione de La ballata del carcere di Reading, tanto che il poema è dedicato proprio a lui e narra, con toni crudi e minacciosi, i suoi ultimi giorni in carcere prima dell'esecuzione.

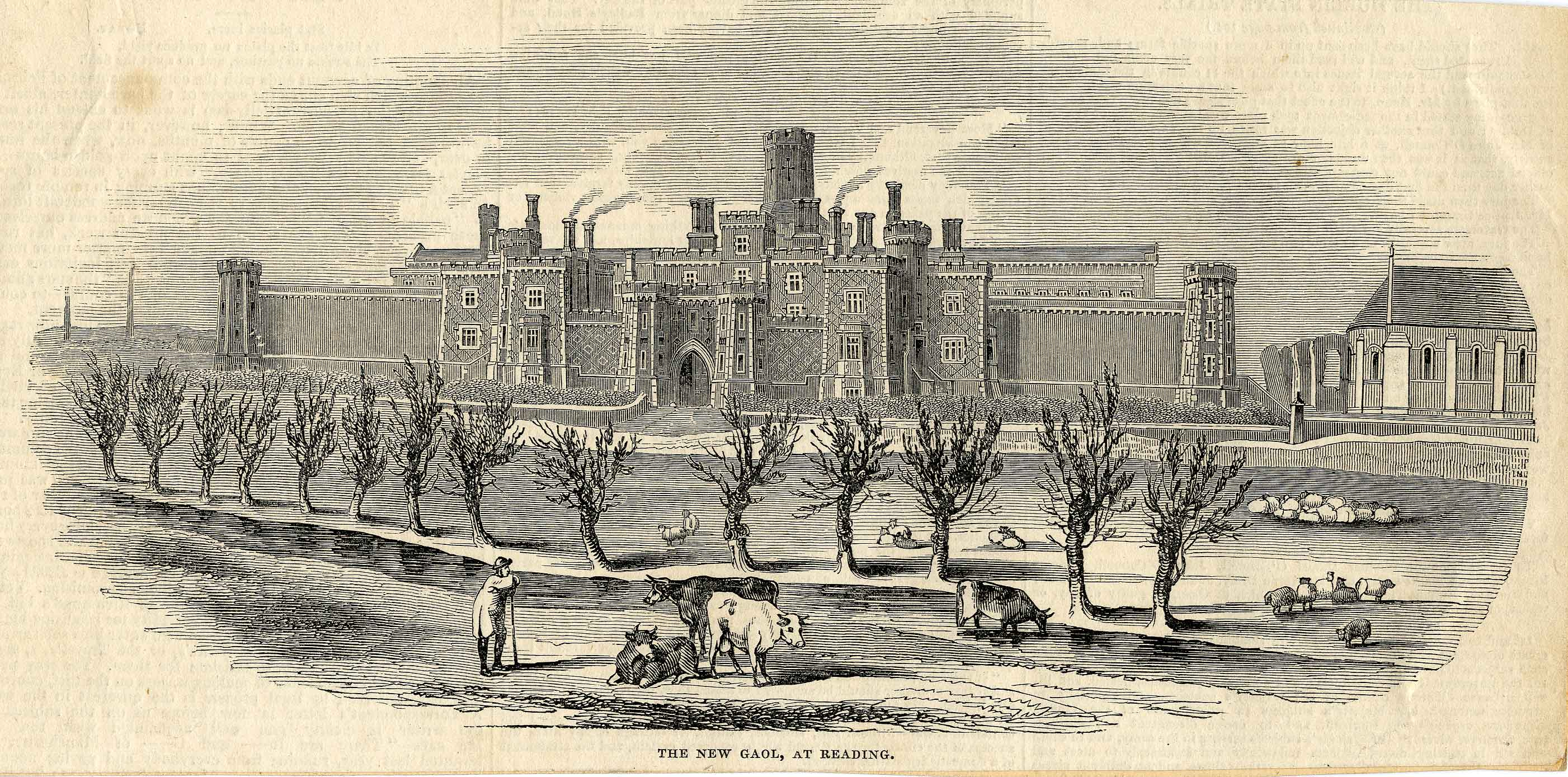
Il carcere di Reading alla metà del XIX secolo.

## Biografia
Soldato semplice dei Royal Horse Guards, nel 1894 si era sposato con Laura Glendell, senza tuttavia ricevere l'autorizzazione preventiva da parte dei superiori, e ciò costrinse la coppia a vivere separata per prolungati periodi di tempo. Presto il loro rapporto cominciò ad incrinarsi, e Wooldridge, di natura gelosa e possessiva, litigava spesso con la moglie a causa delle voci su sue presunte relazioni.
Uomo violento, era solito picchiare la moglie, che dopo aver subito l'ennesimo pestaggio il 16 marzo 1896 scelse infine di separarsi. Due settimane più tardi, il 29 marzo 1896, Wooldridge raggiunse la moglie nella sua nuova casa, a Windsor, e al culmine dell'ennesima lite l'attaccò con un rasoio che aveva portato con sé, tagliandole la gola e uccidendola. In realtà l'esatta dinamica dell'uxoricidio è sconosciuta, poiché Alice Cox, coinquilina di Laura Glendell, si trovava in quel momento in un'altra stanza e non assistette al misfatto; Oscar Wilde, non avendo conosciuto Wooldridge di persona, dette a sua volta un resoconto romanzato e probabilmente impreciso dell'accaduto.
In preda al rimorso e ai sensi di colpa, l'omicida si consegnò subito al vicino commissariato, dove inizialmente non venne creduto. Condannato alla pena capitale, Wooldridge, sinceramente pentito del crimine compiuto e credendo fermamente nella giustezza della sentenza, arrivò a rifiutare ogni richiesta di clemenza in proprio favore, e addirittura richiese al Segretario dell'interno britannico Matthew Ridley, I visconte Ridley di non accettare petizioni per la propria grazia, ottenendo in cambio di poter indossare la propria uniforme al momento dell'esecuzione.
La sentenza venne eseguita il 7 luglio 1896 nel carcere di Reading, dov'era allora detenuto anche Oscar Wilde. Nel periodo precedente la morte il condannato visse in una cella vicino alla cappella del carcere, guardato a vista da due secondini e col permesso di uscire solo per pregare e fare delle brevi passeggiate nel cortile. Wooldridge venne infine giustiziato tramite impiccagione; la corda usata per la condanna a morte era più lunga del dovuto, e ciò causò l'allungamento del collo dell'impiccato di ben 11 pollici (quasi 30 centimetri) più del normale. Il suo corpo venne sepolto in una tomba senza nome entro il perimetro del carcere.

## Riferimenti nella cultura di massa
Grazie al poema di Wilde, Wooldridge divenne il condannato a morte più famoso del carcere di Reading, se non dell'intera Inghilterra vittoriana. Nella Ballata non è mai chiamato per nome, e non esiste alcun riferimento esplicito a lui se non la dedica, "C. T. W.", ovvero le sue iniziali.
Il tema principale della Ballata è la narrazione degli ultimi giorni di vita di Wooldridge, spesso osservato da Wilde nel cortile del carcere; i due non si conobbero mai, poiché ai detenuti era vietato parlare o interagire in alcun modo tra loro. Nel poema sono contrapposti i rapporti dei detenuti e delle guardie verso il condannato a morte, con i primi che ne provano un timore reverenziale, evoluto in terrore al momento dell'esecuzione, mentre le seconde, soprattutto dopo la sua morte, se ne prendono gioco e lo umiliano.
Il poema fu l'ultima opera scritta da Wilde, che dopo la traumatica esperienza della prigionia aveva del tutto esaurito l'estro creativo. La ballata del carcere di Reading si rivelò un successo, e i proventi dell'opera permisero il sostentamento dell'autore per un certo periodo; Wilde tuttavia, sempre più provato e ormai indigente, morì nel 1900, appena tre anni dopo il rilascio.